# Caprimulgus solala
Caprimulgus solala е вид птица от семейство Caprimulgidae. Видът е световно застрашен, със статут Уязвим.

## Разпространение
Видът е разпространен в Етиопия.